# The Music Makers

The Music Makers, Op. 69, est une œuvre pour contralto ou mezzo-soprano, chœurs et orchestre composé par Edward Elgar. Cette pièce est dédiée à « my friend Nicholas Kilburn ». Elle est créée lors du Festival de Birmingham le 1er octobre 1912, dirigée par le compositeur avec comme soliste Muriel Foster.
Le texte est une ode de 1874 d'Arthur O'Shaughnessy qu'Elgar met entièrement en musique. Elgar travaille sur ce morceau par intermittence depuis 1903, sans commande particulière.

## Critiques
Les premières critiques négatives concernent plutôt les paroles et l'œuvre est considérée comme de mauvais goût et égocentrique. La pièce est peu jouée surtout en dehors de l'Angleterre.